# أميديو أماداي
أميديو أماداي (بالإيطالية: Amedeo Amadei)‏ لاعب كرة قدم ايطالي في مركز الهجوم (ولد في 26 يوليو 1921) شارك في كأس العالم لكرة القدم 1950 مع منتخب بلاده.وكان قد لعب لروما واحرز معه بطولة الدوري موسم 41-42 وتنقل بين اندية روما واتالانتا والانتر ونابولي لكنه عرف التألق مع روما الذي سجل له (116) هدف وكان قد تعرض للإيقاف مدى الحياة بسبب ركل الحكم المساعد في مباراة بكأس إيطاليا ضد تورينو لكنه عاد للعب بعد صدور عفو عنه بعد ذلك .
أماديو أماداي هو صاحب الرقم القياسي لأصغر لاعب في تاريخ الدوري الإيطالي حيث شارك وسجل هدف بعمر الـ 15 سنة في موسم 1936-1937 في مباراة فريقه روما امام فيورنتينا.

## روابط خارجية
- أميديو أماداي على موقع الاتحاد الدولي (مؤرشف)  (الإنجليزية)
- أميديو أماداي على موقع قاعدة بيانات كرة القدم.إي يو (الإنجليزية)
- أميديو أماداي على موقع ناشيونال فوتبول تيمز (الإنجليزية)
- أميديو أماداي على موقع عالم كرة القدم.نت (الإنجليزية)